# Vigna
Vigna és un gènere de plantes amb flors de la família fabàcia. Rep el nom del botànic italià del segle xvii Domenico Vigna. Inclou unes espècies algunes de les quals s'havien inclòs antigament dins del gènere de la fesol Phaseolus.
Els noms vulgars reflecteixen la seva complicada història taxonòmica, ja que es coneixen com a "pèsols", "fesols", "mongetes" o fins i tot "llenties" i "soja"
A diferència del gènere Phaseolus (que és exclusivament americà) diverses espècies d'aquest gènere es coneixien al Vell Món des de l'antiguitat. Plini el Vell ja esmenta els phaseolus que segurament corresponien a espècies del gènere Vigna i curiosament han acabat donant el nom científic del gènere Phaseolus.
Segons l'obra Hortus Third, Vigna difereix de Phaseolus en detalls del pol·len i la bioquímica, la part més gruixuda de l'estil (del pisitil) és menys forta, i les estípules que sovint tenen apèndixs.

## Algunes espècies
- Vigna aconitifolia —
- Vigna angularis
- Vigna caracalla —
- Vigna debilis Fourc.
- Vigna dinteri Harms
- Vigna lanceolata —
  - Vigna lanceolata var. filiformis
  - Vigna lanceolata var. lanceolata
  - Vigna lanceolata var. latifolia
- Vigna luteola
- Vigna marina (Burm.f.) Merr.
- Vigna maritima

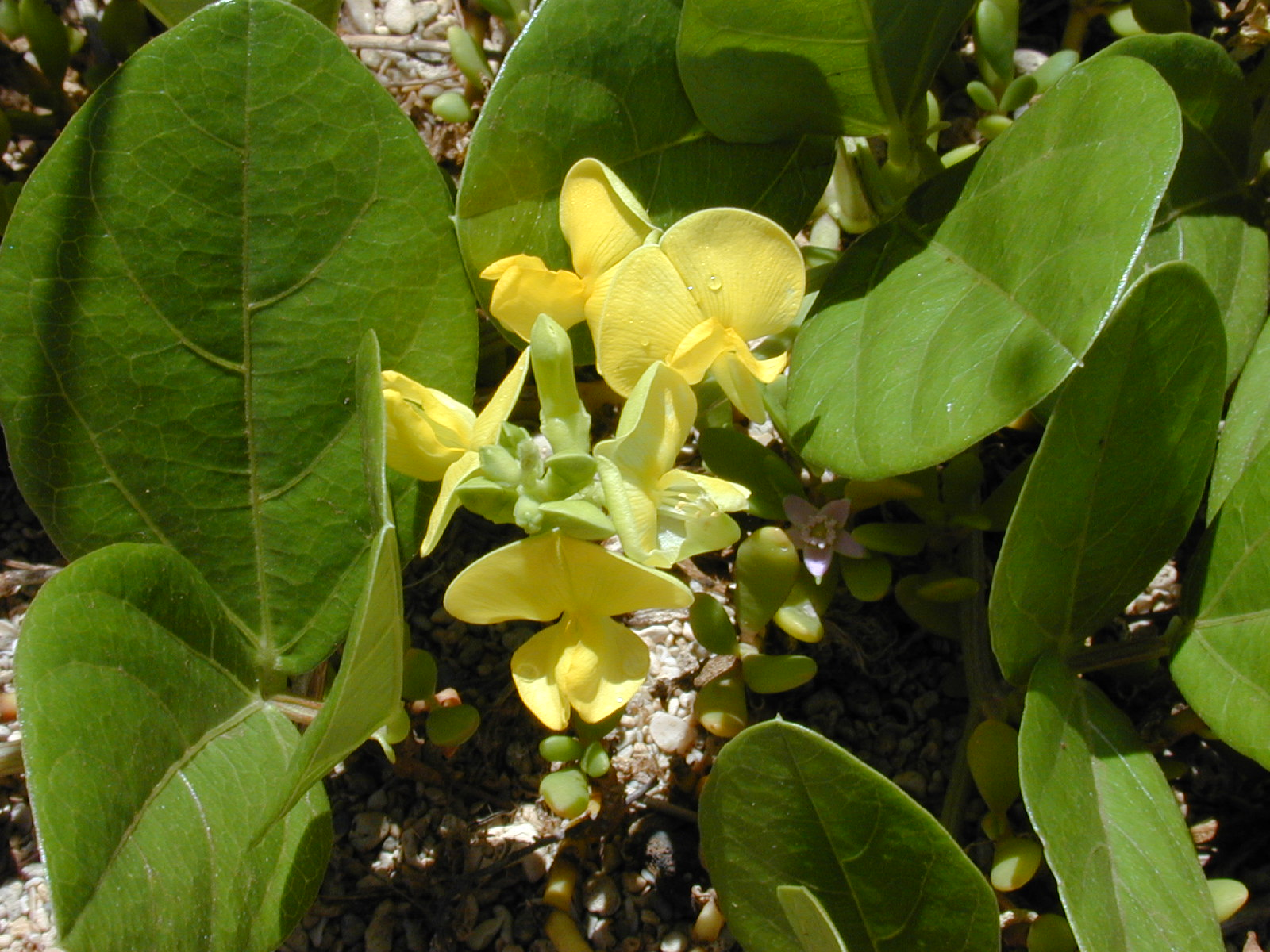
Vigna marina

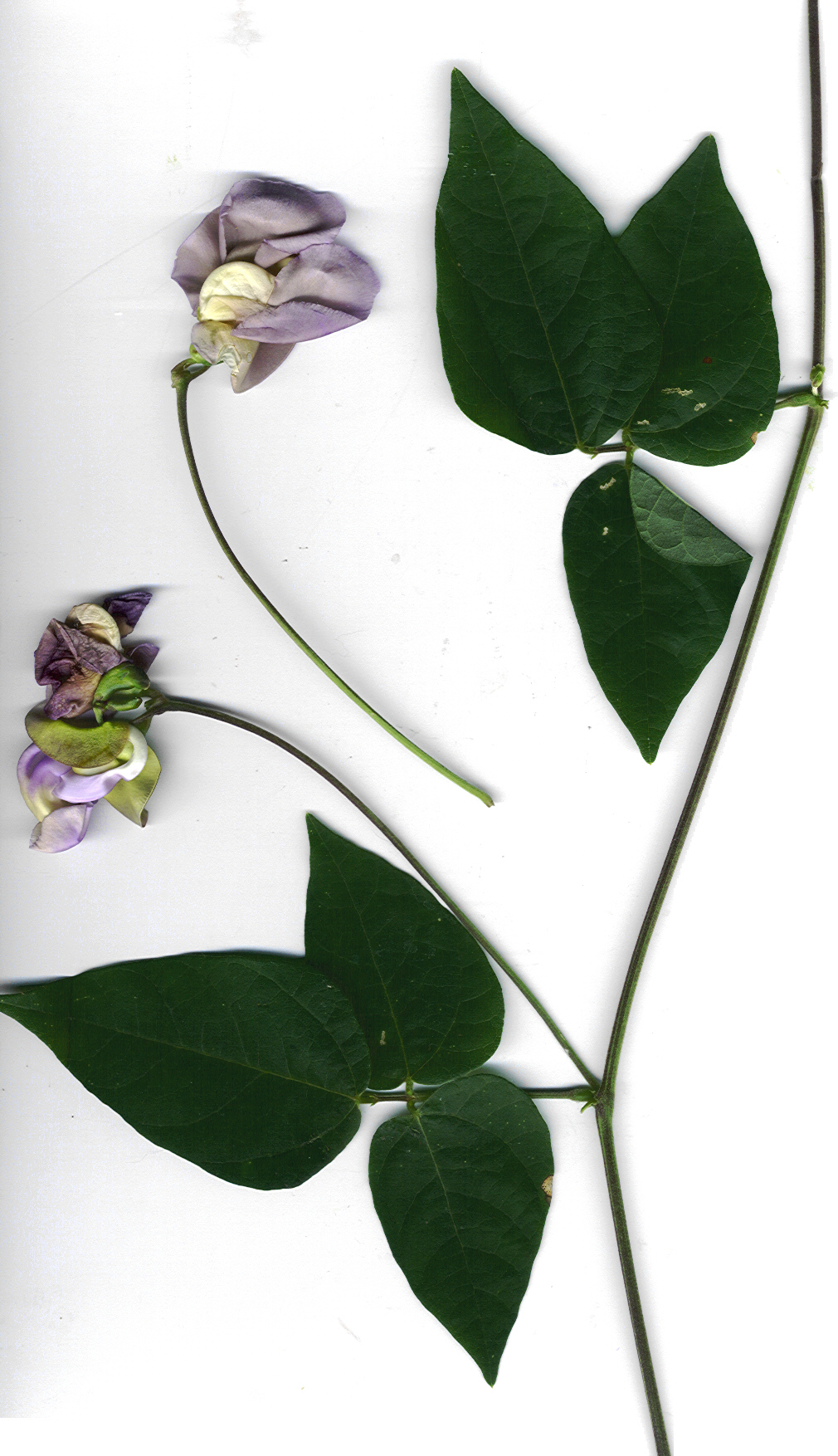
' (Vigna speciosa)

- Vigna mungo — llentilla negra / fesol mungo
- Vigna o-wahuensis Vogel —Hawaii
- Vigna parkeri
- Vigna radiata — Mung Bean, Soja verda
- Vigna speciosa (Kunth) Verdc. —
- Vigna subterranea — njugumawe (en Swahili)
- Vigna trilobata (L.) Verdc. —
- Vigna umbellata —
- Vigna unguiculata
  - Vigna unguiculata ssp. cylindrica
  - Vigna unguiculata ssp. dekindtiana —
  - Vigna unguiculata ssp. sesquipedalis
  - Vigna unguiculata ssp. unguiculata —
- Vigna vexillata (L.) A.Rich.
  - Vigna vexillata var. angustifolia
  - Vigna vexillata var. youngiana

Abans estava classificada com Vigna Lablab purpureus', com Vigna aristata.